# O ewiges Feuer, o Ursprung der Liebe (BWV 34a)
Pour les articles homonymes, voir O ewiges Feuer, o Ursprung der Liebe.
O ewiges Feuer, o Ursprung der Liebe! (Ô feu éternel, ô source de l’amour !), (BWV 34a), est une cantate profane incomplète de Johann Sebastian Bach dont seul le livret complet et quelques parties des 2e, 3e et 6e mouvements nous sont parvenues.
Elle a été composée à Leipzig très probablement en 1725 ou 1726 pour la célébration de mariage d'un théologien et jouée vraisemblablement le mercredi 6 mars 1726.
Les textes sont anonymes ou tirés de la Bible ,; Les troisième et quatrième mouvements en particulier mettent en musique les versets 4-6 du psaume 128, alors que le texte du choral final est tiré du Livre des nombres, chapitre 6, versets 24-26.
Comme les mouvements de choral ont été perdus, on ne sait pas de quel thème de choral Bach a pu s'inspirer. Il a retravaillé cette pièce en 1740 pour écrire la cantate homonyme BWV 34.

## Structure et instrumentation
La cantate est écrite pour deux hautbois, deux flûtes traversières, timbales, trois trompettes, deux violons, alto, basse continue, avec quatre solistes (soprano, alto, ténor, basse) et chœur en quatre parties.
Il y a sept mouvements groupés en deux parties, les quatre premiers mouvements devant être joués avant le sermon, les trois derniers après :
1. chœur : O ewiges Feuer, o Ursprung der Liebe
2. récitatif (basse) : Wie, dass der Liebe hohe Kraft
3. aria (ténor) et récitatif (alto) : Siehe, also wird gesegnet der Mann, der den Herren fürchtet
4. chœur : Friede über Israel
5. aria (alto) : Wohl euch, ihr auserwählten Schafe
6. récitatif (soprano) : Das ist vor dich, o ehrenwürdger Mann
7. chœur : Gib, höchster Gott, auch hier dem Worte Kraft"

## Sources
- (en) Cet article est partiellement ou en totalité issu de l’article de Wikipédia en anglais intitulé « O ewiges Feuer, o Ursprung der Liebe, BWV 34a » (voir la liste des auteurs).
- Gilles Cantagrel, Les cantates de J.-S. Bach, Paris, Fayard, mars 2010, 1665 p.  (ISBN 978-2-213-64434-9)